# Vogelzang (Sint-Pieters-Woluwe)

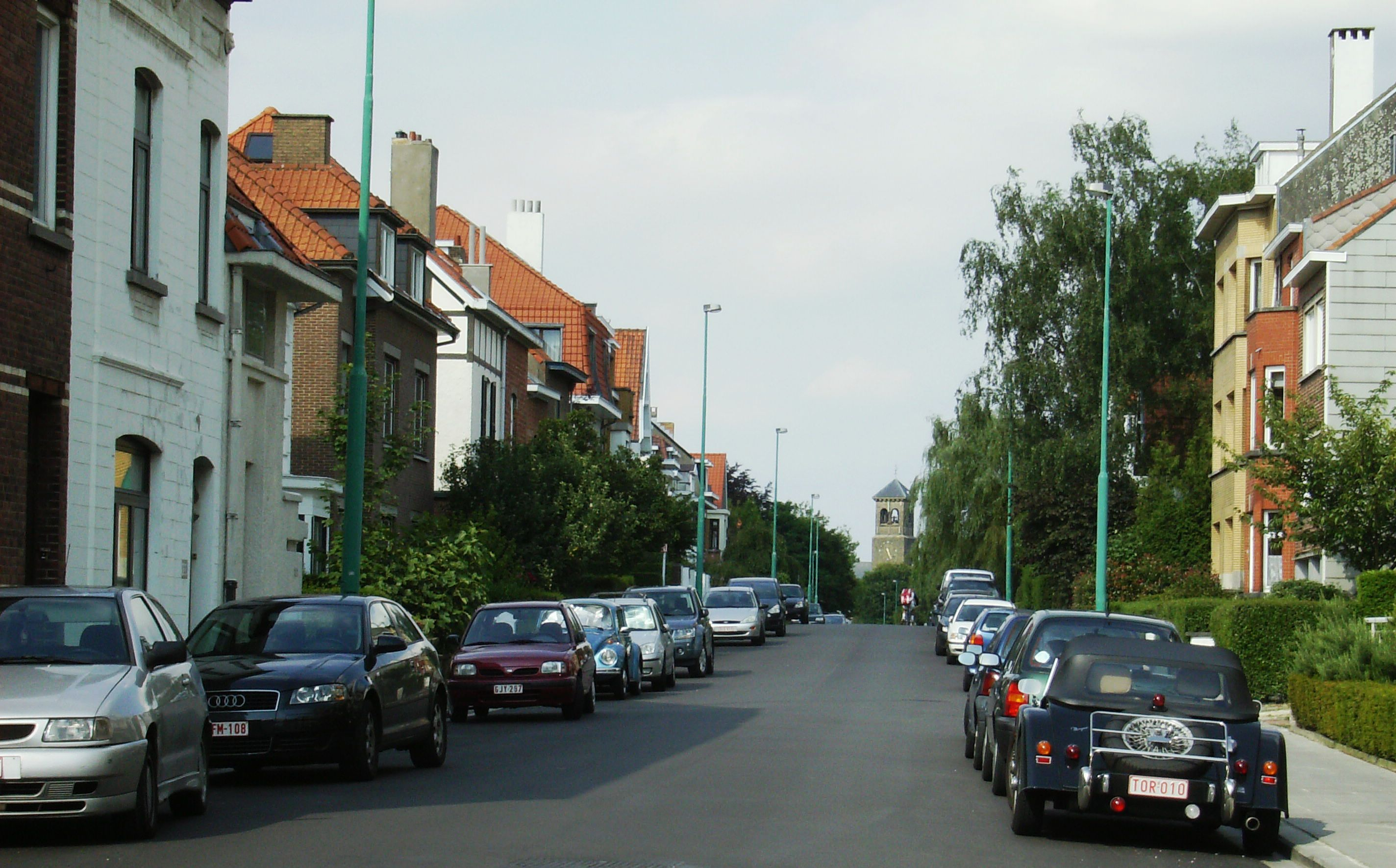
Vogelzanglaan

Vogelzang, Vogelenzang of Vogelzangwijk (Frans: Quartier du Chant d'Oiseau) is een wijk in de Belgische gemeentes Sint-Pieters-Woluwe en Oudergem in het Brussels Hoofdstedelijk Gewest. De wijk ligt in het zuidwesten van de gemeente Sint-Pieters-Woluwe en in het noorden van Oudergem, dwars door de wijk loopt de Vogelzanglaan.
Ten noorden van Vogelzang ligt de wijk Centrum en ten oosten het Woluwepark en de wijk Luxorpark.
In de wijk staat de Onze-Lieve-Vrouw der Genadekerk met bijbehorend kloostercomplex en in het uiterste zuidwesten staat de Sint Juliaanskerk.

## Geschiedenis
In de atlas Communications Vicinales uit 1843 staat de Vogelzanglaan aangegeven. De laan begon bij de oude Duyvelskeulstraet (hernoemd naar de Hertogendalstraat) en eindigt in Sint-Pieters-Woluwe. Hoewel de weg de naam draagt van het domein dat het doorkruist werd de naam oorspronkelijk in de twee gemeenten verschillend genoemd. Terwijl het in Oudergem aangeduid werd als een straat, werd ze in Woluwe aangeduid als een laan. Daarom besloot Oudergem in oktober 1953 zijn straatnaamborden aan te passen aan die van Woluwe. Sindsdien is deze openbare weg beschreven als een laan in beide gemeenten.
De laan doorkruist in een rechte lijn een domein dat al eeuwenlang Den vogelen sanc werd genoemd; het wordt op deze manier vermeld op de kaart van Van Werden uit 1659, in het werk Regiae Domus Belgicae van Antonius Sanderus (1586-1664).

## Wijk
De wijk wordt in de hoofdlijnen begrensd door het Woluwepark in het oosten, door de wegen Kouterlaan en Hertogendalstraat in het zuiden, door de Gabriel Emile Lebonlaan en Nijvelsedreef in het westen en de vallei en Bemelstraat in het noorden.
De meeste straten in Sint-Pieters-Woluwe zijn vernoemd naar vogels, zoals: aalscholvers, meeuwen, adelaars, albatrossen, merels, sprinkhanen, vinken, wielewalen, goudvinken, goudvinken, leeuweriken, mussen, kwikstaarten, blauwe kloven, paradijsvogels, meeuwen, tortelduiven, haviken. Zo ook in Oudergem: kanaries, vlasvinken, argussen, geelvinken, steenzwaluwen, mezen, pauwen en watersneppen.